# 九州けいざいNOW
『九州けいざいNOW』（きゅうしゅうけいざいナウ）は、TVQ九州放送で2000年10月7日から2011年3月26日まで放送していた経済情報番組である。
かつてはスカパー!e2のインターローカルTVでも放送されていた。また、スターフライヤー機内でも録画されたものが見ることができる。

## 番組概要
タイトルの通り、九州地方の経済情報に特化した番組である。取材範囲は、福岡のテレビ局にしてはかなり広く、九州全域、そしてアジアなどにも及んでいる。
日本経済新聞の編集部長や大学教授、九州経済調査協会、東京商工リサーチなどの専門家が九州経済についてコメントし、ミクロからマクロまで幅広い見方で展開、一方で女性コメンテーターが主婦目線での見方でコメントする。
2008年3月までのタイトル表記は「九州経済NOW」だった。また改編により2011年3月26日をもって11年間に及ぶ歴史に幕を閉じた。後継番組は中島浩二が進行する『ぐっ!ジョブ〜九州ゲンキ主義経済〜』。放送時間はこの番組の当初と同じ30分に戻る。
なお、日本経済新聞のほかに西日本新聞の協力を受けている。

## 主なコーナー
- 今週のココに注目!
- 特集（この話題に関係する人をゲストとして呼ぶことがある）
- わが町ファイル

## 過去の主なコーナー
- NEWS INSIDE
- くらしナビ
- これで勝負!（WBSの1コーナーである「トレたま（トレンドたまご）」のTVQ版といえるコーナー）
- のぞみ経済研究所（義山望の経済マメ知識のコーナー）
- 発掘!アマノート（元気企業の光るポイントを紹介する天野貴子のコーナー）
  - 企業経営者の座右の銘などをノートに記していくなどの演出が特徴

## 放送時間
- 毎週土曜9:00 - 9:55
以前は9:30 - 9:55だったが、9:00から放送されていた『ばりすご☆ボイガー7』が2006年4月に枠移動となったため、そのまま枠を拡大した。

## 出演者
- 福井康子（キャスター、2010年4月から。都市経済研究所主任研究員）
- 山本圭介（キャスター、2008年10月から）
- 天野貴子（リポーター、2008年10月から）
フリー時代は「発掘!アマノート」を担当。義山退社を受け2010年4月に正式にTVQアナウンサーとなった。
- 村田友紀（リポーター）
- 田尻敏明（ナレーション）

スタジオには、九州の経済界や財界などからゲストやコメンテーターを招いている。ゲストは特集からエンディングまで出演していることが多い。コメンテーターは通常、男女1名ずつ出演する。

### 過去の出演者
- 加地良光（司会）
- 加治屋朋子（現姓:城井、元TVQアナウンサー）
2006年春に退社するまで、一人で番組のメインを務めていた。
- 山田美保（岩手朝日テレビより移籍）
- 義山望（四国放送より移籍、2008年10月から1年半キャスターを務めた後退社。それ以前はリポーター）

ほか